# Brannigan
Brannigan är en brittisk-australisk kriminalfilm från 1975 i regi av Douglas Hickox.

## Handling
Chicago-polisen Jim Brannigan får i uppdrag att hämta maffiabossen Ben Larkin i London. Där väntar även Larkins gorillor på Brannigan.

## Rollista i urval
- John Wayne - Jim Brannigan
- Richard Attenborough - sir Charles Swann
- Judy Geeson - Jennifer Thatcher
- Mel Ferrer - Mel Fields
- John Vernon - Ben Larkin
- Daniel Pilon - Gorman
- Ralph Meeker - Moretti
- Lesley-Anne Down - Luana
- James Booth - Charlie
- Kathryn Leigh Scott - miss Allen
- Tony Robinson - motorcykelbud